# Erva-armola

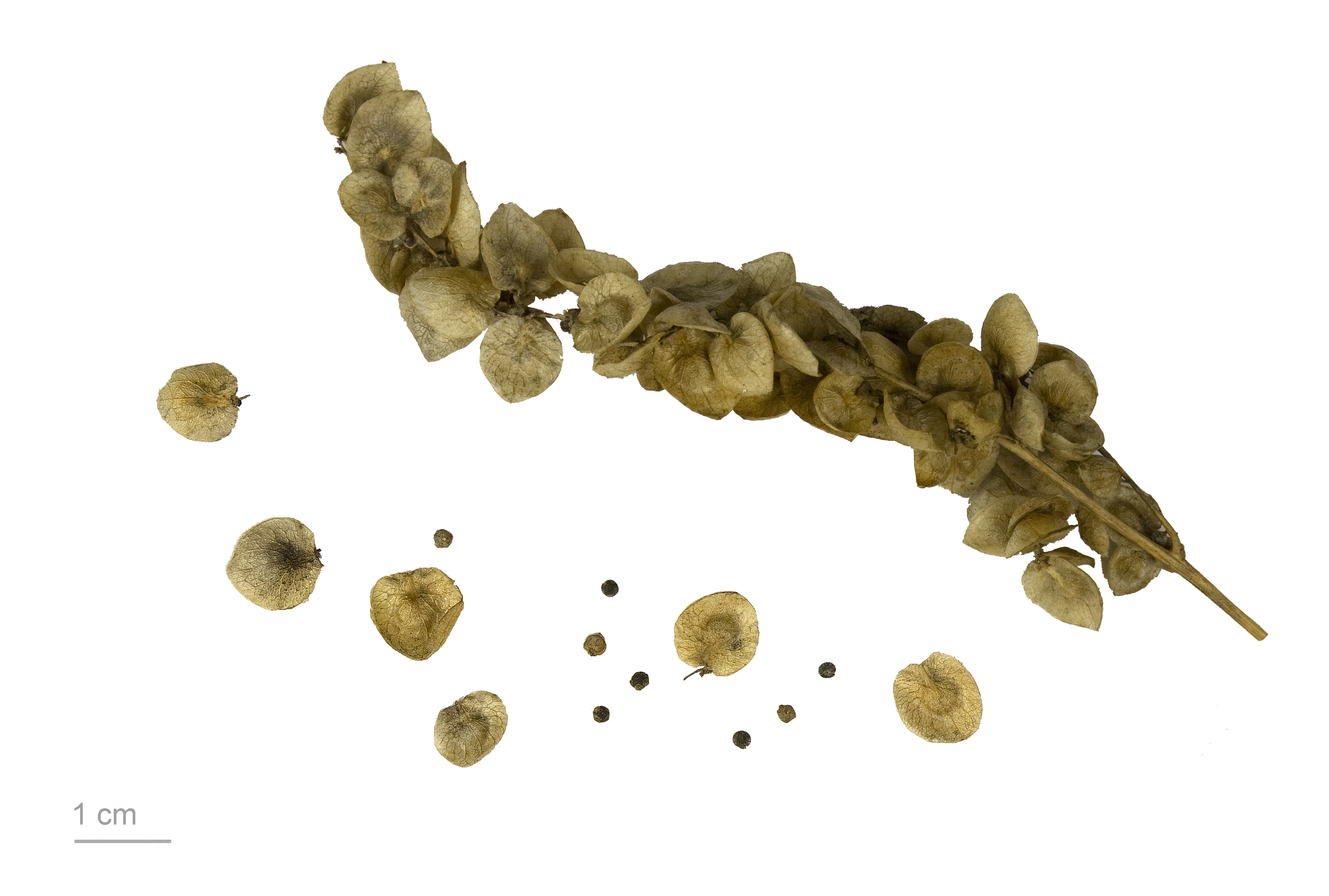
Atriplex hortensis
MHNT

Erva-armola (Atriplex hortensis) é uma planta anual da subfamília das quenopodiáceas originária da Ásia Menor, mas é encontrada na América do Norte, na Europa e na África mediterrânea. É conhecida também como espinafre francês, espinafre da montanha, erva-armoles, arroio ou simplesmente armola.

## Descrição
A erva-armola é uma planta silvestre ereta que pode alcançar cerca de 1,8 metro de altura, considerada uma erva daninha e não aromática, mas com sabor e propridades muito semelhantes ao espinafre. Possui duas variedades: uma de cor verde esmaecida (A. hortensis var. atrosanguinea) e outra de cor vermelha no tom arroxeado (A. hortensis var. rubra). A erva-armola é mais fácil crescer do que o espinafre, é mais tolerante do calor, o frio e a seca.

## História
A erva-armola foi o antecessor do espinafre, que é de origem persa e foi introduzido na Europa e no norte da África pelos árabes há mais mil anos. Antigamente era cultivada para ser usada como legume. Recentemente foi redescoberta como uma erva para temperar saladas.
Terá chegado à região do Próximo Oriente entre os séculos IV e X, tendo sido introduzida na Península Ibérica pelos árabes no século XI. No século XV a cultura já se encontrava disseminada em grande parte da Europa, tendo espinafre substituindo a armola, que era utilizada durante a Idade Média. A introdução nas Ilhas Britânicas só ocorreu na segunda metade do século XVI.

## Propriedades
Os ervanários antigos acreditavam que esta planta eliminava inflamações da garganta e era para isso utilizado externamente cru ou cozido.
Suas sementes são vomitivas e purgativas.

## Sinonímia
- Atriplex acuminata Waldst. & Kit.
- Atriplex hortensis L. ssp. nitens (Schkuhr) E. Pons
- Atriplex hortensis L. var. atrosanguinea hort.
- Atriplex hortensis L. var. rubra L.
- Atriplex nitens Schkuhr, nom. illeg.

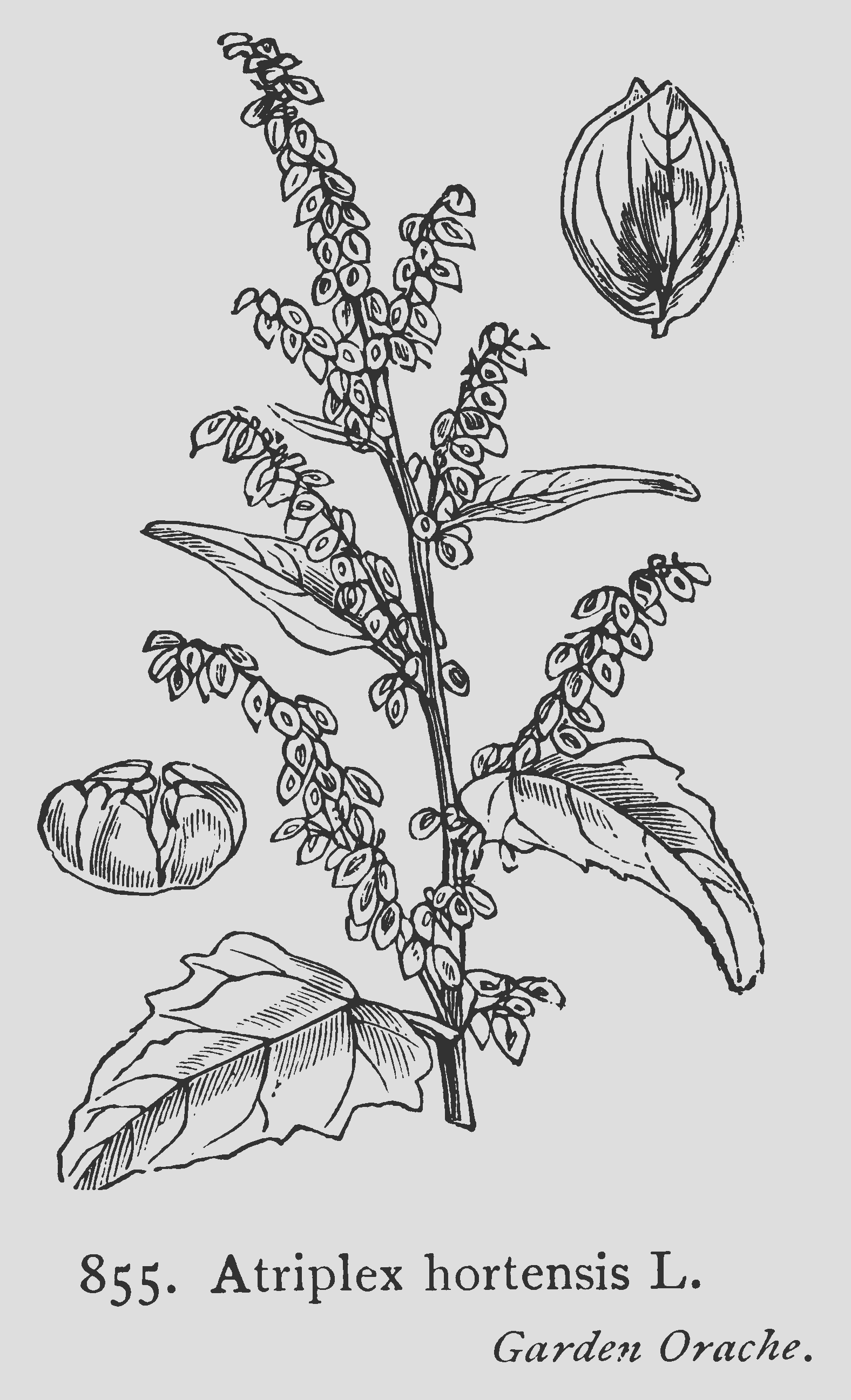
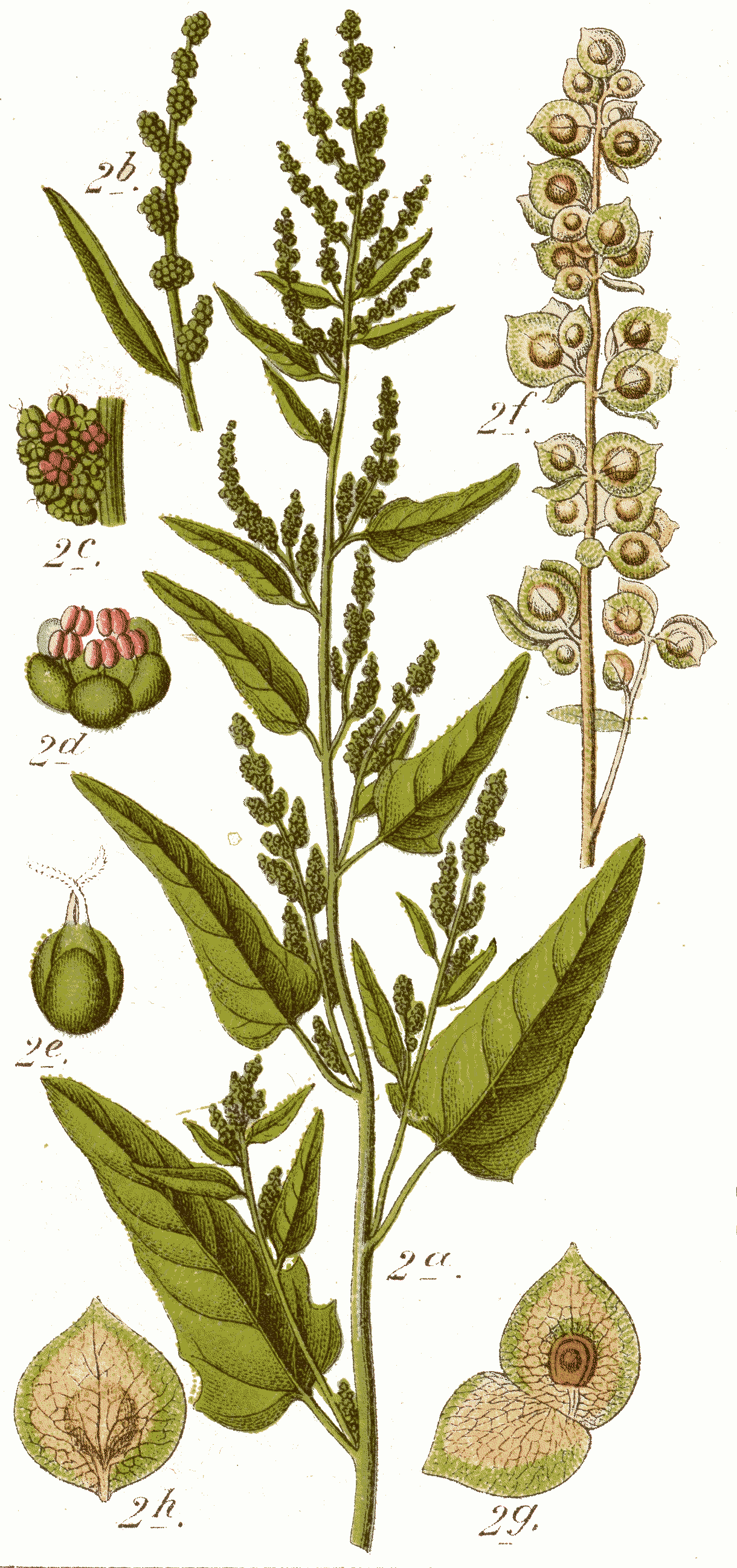
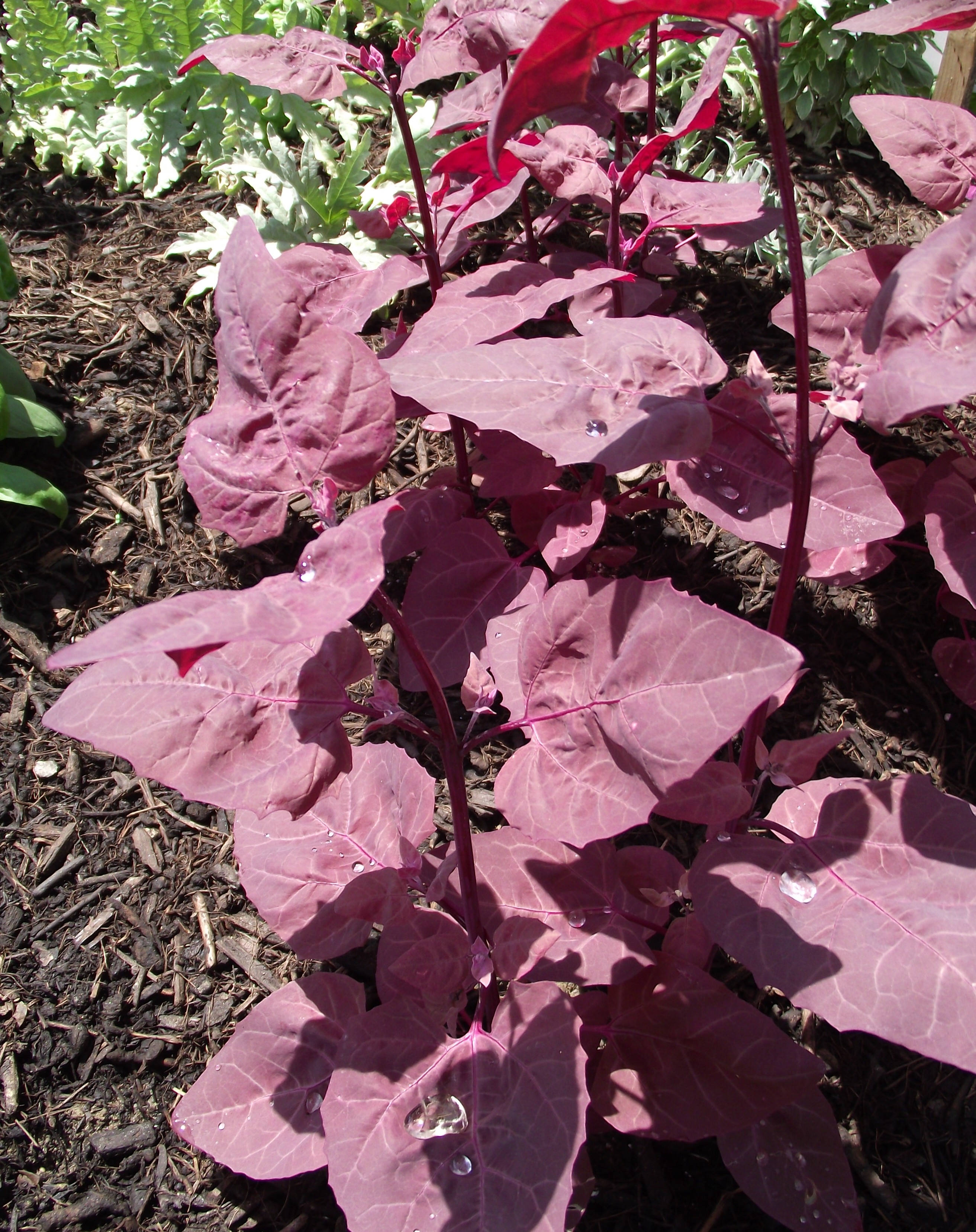
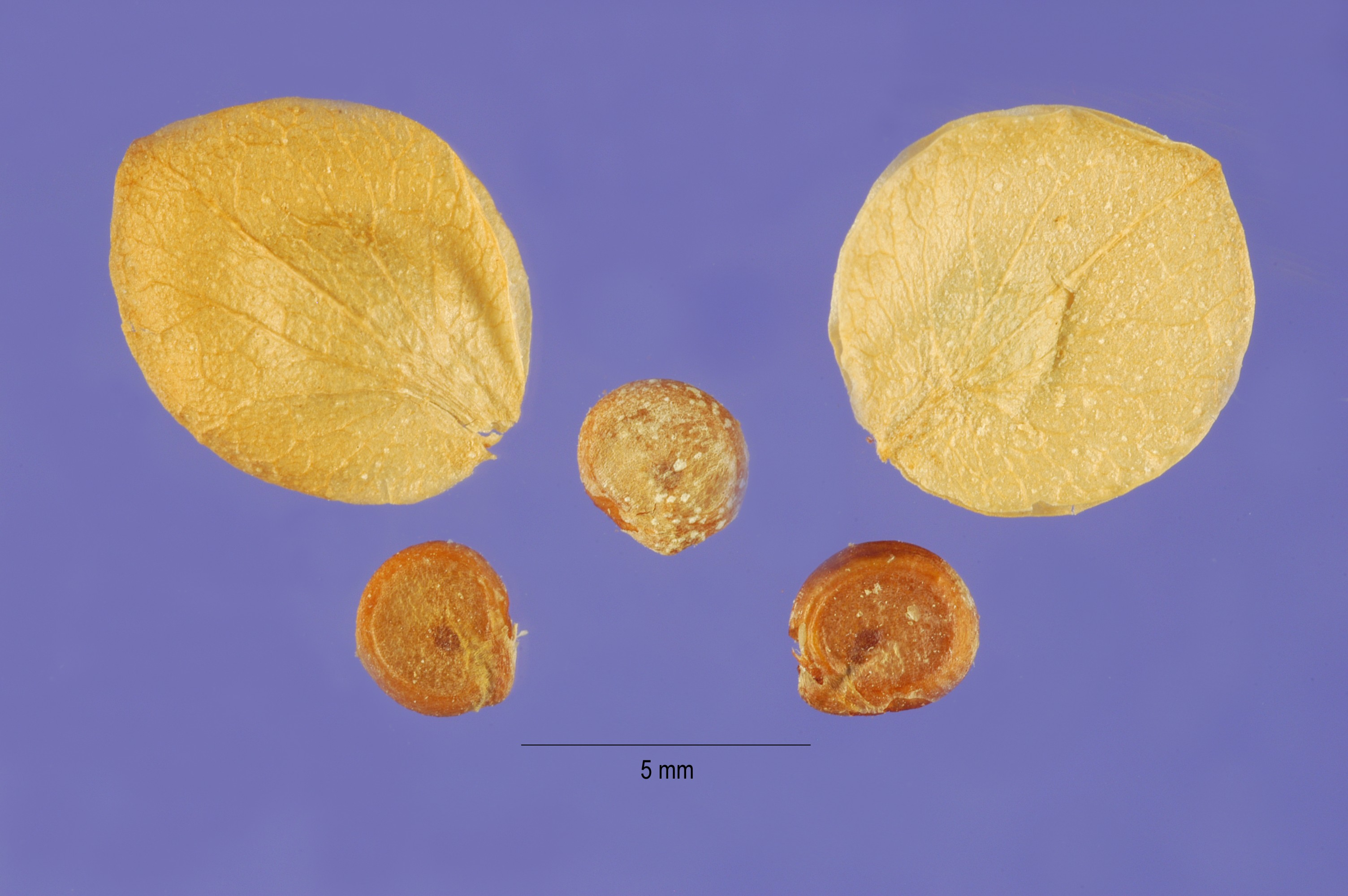
Sementes de erva-armola